# ブッカー・リトル
ブッカー・リトル・ジュニア（Booker Little, Jr., 1938年4月2日 - 1961年10月5日）は、テネシー州メンフィスに生まれ、ニューヨーク州ニューヨーク市で亡くなったアメリカ合衆国のジャズ・トランペット奏者で作曲家。
23歳で夭逝したにもかかわらず、ジャズへの重要な貢献を行った。スタイル的に見てリトルのサウンドは、クリフォード・ブラウンの演奏をルーツとしており、歯切れのよいアーティキュレーションや磨き抜かれたトーン、バランスのよいフレージングが特徴である。クリフォード・ブラウンの後に独自のサウンドを開発した最初のトランペット奏者のひとりと見なされている。

## 略歴
シカゴ音楽院に学び（1956年 - 1958年）、この間ジョニー・グリフィンら地元の主要なミュージシャンと共演した。ニューヨークへ移った後、ドラマーのマックス・ローチや、マルチ・インストゥルメンタリストの名手エリック・ドルフィーと共演するようになり、サイドマンやリーダーとして彼らとレコーディングを行なった。1960年12月21日に録音されたドルフィーのアルバム『ファー・クライ（Far Cry）』（ New Jazz 8270 ）に参加した後、翌1961年6月にニューヨークのジャズクラブ、ファイブスポットにドルフィーと共同で出演し、ここからプレスティッジ・レコードによる3枚の古典的アルバムが誕生した。50年代中頃のクリフォード・ブラウンに始まる「土着の」ビバップ・イディオムの表現拡大の可能性を示し始めたが、同年10月5日、尿毒症の合併症によりニューヨークで急逝した。

## ディスコグラフィ（リーダー作）
- 1958 - Booker Little 4 + Max Roach  (United Artists) - 『ブッカー・リトル4&マックス・ローチ』
- 1960 - Booker Little  (Time) - 『ブッカー・リトル』
- 1961 - Out Front  (Candid) - 『アウト・フロント』（広く彼のベストワークと見なされている）
- 1961 - Booker Little and Friend  (Bethlehem) - 『ブッカー・リトル・アンド・フレンド』（死の数週間前のレコーディング、Victory and Sorrow として再発）

## 共演者
- マックス・ローチ
- エリック・ドルフィー
- ジュリアン・プリースター（英語版）
- マル・ウォルドロン
- トミー・フラナガン
- ウィントン・ケリー
- リチャード・デイヴィス（英語版）
- スコット・ラファロ
- ロン・カーター